# Bonboillon
Bonboillon é uma comuna francesa na região administrativa de Borgonha-Franco-Condado, no departamento de Alto Sona. Estende-se por uma área de 4,44 km², com uma densidade de 23 hab/km².